# Ратульт (герб)
Ратульт (пол. Ratułt, Ratuld, Ratold) — польский дворянский герб.

## Описание
В красном поле половина золотого кольца, отверстием обращённого вверх, и в это углубление всажен высокий и широкий крест. (См. Дулич). Происхождение этого герба относят к концу XIII века.

## Герб используют
Bujwid, Buywid, Buywidz, Cichawski, Kołaczyński,Kułaczyński, Korkuć, Olechnowski, Olechowski, Plechowski, Proniewski, Ratold, Ratuld, Ratułt, Ratyński, Robakowski, Roncza, Ronczy, Styrykowicz, Sucharzewski, Suchorzewski